# Promlčení
Promlčení je soukromoprávní institut, díky kterému dojde k oslabení subjektivního práva, a to v důsledku marného uplynutí času, tzv. promlčecí lhůty. Oslabení spočívá v tom, že pokud je promlčení u soudu namítnuto, soud nemůže promlčenou pohledávku přiznat, tj. odsoudit dlužníka ke splnění jeho závazku (např. k zaplacení dlužné částky). Promlčení však zakládá pouze právo se ho dovolat, pokud tedy dlužník promlčení nenamítne, soud žalobě vyhoví. Navíc i promlčená pohledávka dále zůstává ve formě naturální obligace, což znamená, že právo trvá dál, ale ztratilo svůj nárok. Dlužník tak může svůj dluh splnit dobrovolně, ale nelze dlužníka donutit k plnění, ale plní-li, nejde u věřitele o bezdůvodné obohacení a dlužník se nemůže domáhat vrácení plnění.
Smyslem institutu promlčení je čelit složitým sporům, které by mohly vznikat při příliš dlouhé možnosti uplatnit právo u soudu, protože čím delší doba uplyne od vzniku práva, tím složitější je dokazovaní. Právo proto v souladu se zásadou vigilantibus iura scripta sunt (práva patří bdělým) časově omezuje vynutitelnost práv, aniž by je úplně rušil.
V českém právu je promlčení obecně upraveno v občanském zákoníku z roku 2012, do konce roku 2013 bylo upraveno jednak v občanském zákoníku z roku 1964 a zvlášť pro obchodněprávní vztahy v zákoníku obchodním. V poměrech s mezinárodním prvkem se promlčení zpravidla řídí týmž právním řádem, jako právo, které je předmětem promlčení.
Promlčení je třeba odlišovat od prekluze, což je úplný zánik subjektivního práva, tj. nenásleduje naturální obligace a soud k ní musí přihlížet ze své úřední povinnosti (ex officio). Prekludují jen ta majetková práva, u kterých to zákon výslovně stanoví.

## Vznik promlčení
Ke vzniku promlčení je třeba naplnění dvou právních skutečností:
1. uplynutí zákonem stanovené doby, promlčecí lhůty, a
2. uplatnění tzv. námitky promlčení žalovaným před soudem.

Vzdá-li se někdo práva uplatnit námitku promlčení dříve, než uplyne promlčecí lhůta, nepřihlíží se k tomu. Stejný princip platil i v předchozí právní úpravě, podle které práva uplatnit promlčení nebylo možno se předem vzdát pod sankcí neplatnosti. Soud nepřihlíží k promlčení z úřední povinnosti a ani je z úřední povinnosti nezkoumá, k tomu je třeba výslovné námitky dlužníka. Bez ní k promlčení nedochází. Nezáleží na tom, zda o možnosti uplatnit námitku promlčení dlužník věděl, či nikoli. Vzhledem k tomu, že soudy mají poučovací povinnost pouze k procesním právům a povinnostem, nikoli k hmotněprávním, kam promlčení spadá, tak záleží pouze na žalovaném, zda o promlčení ví a zda takovou námitku v soudním řízení uplatní.

## Důsledky promlčení
Promlčená pohledávka i nadále trvá, a to jako tzv. naturální obligace, kterou lze splnit dobrovolně a případné její splnění není bezdůvodným obohacením, protože dlužník by stále plnil na základě právního důvodu. Může tak dokonce učinit i v případě existence soudního rozhodnutí, kterým byla žaloba díky úspěšné namítnutému promlčení zamítnuta. Protože však takovou pohledávku nelze na základě námitky promlčení soudně přiznat, věřitel ji bez exekučního titulu nemůže proti vůli dlužníka exekučně vymoci.

## Předmět promlčení
Občanský zákoník vychází z koncepce promlčení práv (oproti např. promlčení žalob či promlčení nároku), jedná se tedy o promlčení subjektivního oprávnění věřitele (subjektivní právo). Předmětem promlčení nejsou povinnosti. Ačkoliv předmětem promlčení je tedy právo, občanský zákoník v některých ustanoveních používá termínu běžnému v právní praxi „promlčení pohledávky“ (§ 615, 616, 1989, 2054 občanského zákoníku). S ohledem na skutečnost, že užší pojem „pohledávka“ lze podřadit pod širší pojem „subjektivní právo“, není výraz promlčení pohledávky terminologicky nesprávný, avšak nedostatek terminologické konzistentnosti zákona je podle některých autorů poněkud matoucí.
Promlčení podléhá i právo uskutečnit právní jednání, pokud splňuje charakteristiku majetkových práv (a přitom jejich promlčitelnost není zákonem výslovně vyloučena). K promlčitelným právům uskutečnit právní jednání patří např. právo odstoupit od smlouvy, právo vznést námitku (dovolat se) relativní neplatnosti právního jednání, právo k uplatnění předkupního práva spoluvlastníka nebo právo uplatnit (zákonnou) neúčinnost právního jednání.
Promlčují se všechna majetková práva, u nichž zákon nestanoví výslovně výjimku. Naopak osobní práva se nepromlčují, ledaže zákon výjimečně stanoví, že podléhají promlčení. Občanský zákoník uvádí demonstrativní výčet nejdůležitějších osobních práv, která se nepromlčují. Dále se nepromlčují osobní práva autorská (na rozdíl od majetkových práv autorských).
Majetkovými právy, která podléhají promlčení, jsou majetková práva, která jsou obsahem obligace – práva na peněžité plnění (v podobě kupní ceny, ceny za dílo, odměny za provedení příkazu apod.), dále další práva, která lze ocenit, tedy vyjádřit jejich hodnotu v penězích, např. zástavní právo, právo stavby, právo odpovídající služebnosti, právo na vyplacení povinného dílu apod. Právní věda rozděluje majetková práva na práva věcná, práva závazková, práva z dědictví a majetková práva z duševního vlastnictví.
Z majetkových práv se pak nepromlčují:
- vlastnické právo, právo domáhat se rozdělení společné věci, právo na zřízení nezbytné cesty a právo na vykoupení reálného břemene,[17]
- právo ze zástavní smlouvy, pokud trvá zajištěná pohledávka,[18][19]
- právo na výživné, ovšem promlčují se jednotlivá opětující se plnění,[20]
- práva zaměstnance na náhradu za ztrátu na výdělku z důvodu pracovního úrazu nebo nemoci z povolání nebo jiné škody na zdraví než z důvodu pracovního úrazu nebo nemoci z povolání a práva na náhradu nákladů na výživu pozůstalých.[21]

## Promlčecí lhůta
Lhůta je časový úsek stanovený k uplatnění práva u druhé strany, popř. u jiné osoby, anebo jiného příslušného orgánu.
Počátek běhu promlčecí lhůty je určen buď objektivně nebo subjektivně. Objektivně je stanoven tehdy, jestliže počátek běhu lhůty je nezávislý na vědomosti věřitele o rozhodujících skutečnostech. Subjektivně je počátek běhu lhůty stanoven tehdy, je-li vázán na vědomost věřitele o rozhodujících skutečnostech. O subjektivním objektivizovaném hovoříme tehdy, jestliže počátek běhu promlčecí lhůty je závislý na okamžiku, kdy oprávněný (věřitel) mohl a měl o rozhodujících skutečnostech dozvědět - zahrnuje posouzení případné nedbalosti.
Obecně určeným objektivním počátkem běhu promlčecí lhůty je den, kdy právo mohlo být vykonáno poprvé (actio nata).
Dle občanského zákoníku z roku 1964 platilo, že promlčení má zásadně objektivní povahu, tzn. počíná dnem, kdy právo mohlo být vykonáno poprvé, nezávisle na tom, zda oprávněný (věřitel) skutečně mohl své právo vykonat, či mu v tom bránila určitá překážka subjektivní povahy (dlouhotrvající nemoc, pobyt v nemocnici), nebo o existenci práva vůbec nevěděl. Občanský zákoník z roku 2012 nově mění objektivní pojetí na subjektivní, neboť výslovně stanoví, že právo může být vykonáno poprvé, pokud se oprávněná osoba dozvěděla o okolnostech rozhodných pro počátek běhu promlčecí lhůty, anebo se o nich dozvědět měla a mohla.
Subjektivní promlčecí lhůta je tříletá a běží ode dne, kdy právo mohlo být uplatněno poprvé. Právo může být uplatněno poprvé, pokud se oprávněná osoba dozvěděla o okolnostech rozhodných pro počátek běhu promlčecí lhůty, anebo kdy se o nich dozvědět měla a mohla. Objektivní promlčecí lhůta se uplatní především u náhrady škody a bezdůvodného obohacení; je desetiletá, ledaže zákon zvlášť stanoví jinou promlčecí lhůtu, a běží ode dne, kdy škoda (nebo újma) vznikla nebo kdy došlo k bezdůvodnému obohacení. Nově si mohou strany ujednat kratší nebo delší promlčecí lhůtu počítanou ode dne, kdy právo mohlo být uplatněno poprvé, nejméně však v trvání jednoho roku a nejdéle v trvání patnácti let. Nelze si však ujednat jinou lhůtu v neprospěch slabší strany a kratší v případě újmy na svobodě, životě či zdraví, v případě úmyslného porušení povinnosti nebo v případě pojištění.
Na běh promlčecí lhůty nemá vliv změna v osobě dlužníka nebo věřitele, někdy však může dojít k jejímu pozastavení, především v případě podání žaloby k soudu, a to až do skončení řízení, či dokonce k úplnému přerušení. V takovém případě se proběhlá doba stává irelevantní a pokud k běhu promlčecí lhůty opět dojde, běží znovu od počátku. Jde o případy, kdy je právo pravomocně přiznáno soudem nebo kdy ho dlužník písemně uzná.

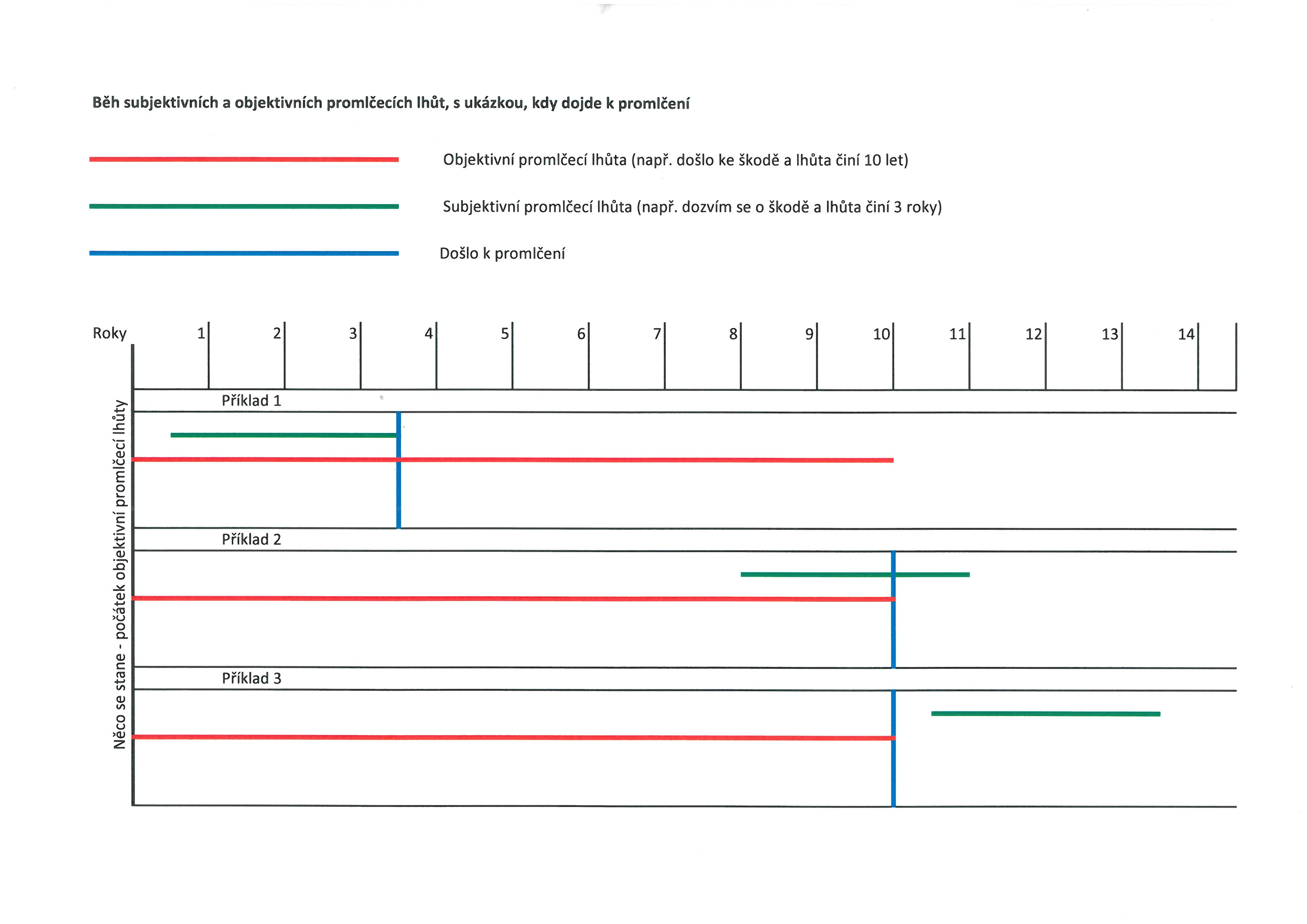

### Zvláštní promlčecí lhůty – přehled
V některých případech občanský zákoník zvlášť stanoví délku a počátek nebo konec běhu promlčecí lhůty. Jedná se o následující případy:
- právo zapsané do veřejného seznamu – 10 let,[34]
- právo odpovídající věcnému břemeni – 10 let, resp. 3 roky,[35]
- právo požadovat určení obsahu budoucí smlouvy na základě smlouvy o smlouvě budoucí – 1 rok,[36]
- právo na pojistné plnění z životního pojištění – 10 let,[37]
- právo na pojistné plnění z pojištění odpovědnosti – 10 let, nejpozději se však promlčuje promlčením práva na náhradu škody nebo újmy, na kterou se pojištění vztahuje,[37]
- právo na náhradu škody – subjektivní lhůta 3 roky, objektivní 10, nebo 15 let při škodě způsobené úmyslně,[29]
- právo na náhradu škody způsobené vadou výrobku podle § 2939 – objektivní 10 let,[38]
- právo na vydání plnění z bezdůvodného obohacení – subjektivní lhůta 3 roky, objektivní 10 let, nebo 15 let při úmyslném bezdůvodném obohacení,[39]
- právo písemně uznané dlužníkem – 10 let,[40]
- právo pravomocně přiznané státním orgánem – 10 let,[41]
- právo vůči dědici – 6 měsíců od potvrzení nabytí dědictví,[42]
- právo věřitelů vůči obnovené právnické osobě – 6 měsíců od obnovy zápisu právnické osoby ve veřejném rejstříku,[42]
- právo zástavního dlužníka, který plnil za dlužníka – 6 měsíců po splnění dluhu.[43]

## Promlčecí doba – předchozí právní úprava
Před přijetím nového občanského zákoníku se používal termín promlčecí doba. Obecná promlčecí doba byla stejně jako nyní tříletá, ale v obchodněprávních vztazích čtyřletá, ledaže zákon stanovil dobu zvláštní. Právní úprava byla kogentní, takže promlčecí dobu nebylo možno krátit, prodloužit ji bylo možné pouze v případě obchodněprávních vztahů.

### Zvláštní promlčecí doby – předchozí právní úprava
V některých případech zákon stanovil jinou, než obecnou tříletou (čtyřletou) promlčecí dobu:
- právo na náhradu škody – subjektivní doba 2 roky (u korupce 3 roky), objektivní 3 roky nebo 10 let,[46]
- právo na vydání plnění z bezdůvodného obohacení – subjektivní doba 2 roky, objektivní 3 roky nebo 10 let,[47]
- právo z přepravy (mimo práv na náhradu škody u přepravy osob) – 1 rok,[48]
- právo odpovídající věcnému břemeni – 10 let,[49]
- právo pravomocně přiznané státním orgánem – 10 let,[50]
- právo písemně uznané dlužníkem – 10 let,[50]
- právo na plnění z životního pojištění – objektivní doba 10 let.[51]